# Родри
Родриго Ернандес Касканте (на испански: Rodrigo Hernández Cascante), известен като Родри е испански футболист, който играе като дефанзивен полузащитник за Манчестър Сити и националния отбор на Испания. Известен със своите пасове, игра и физически качества, той е широко смятан за един от най-добрите футболисти в света.
След кратки периоди с Виляреал и Атлетико Мадрид в Ла Лига, Родри преминава в клуба от Английската Висша лига Манчестър Сити през 2019 г. Той помага на отбора да спечели четири последователни титли през сезоните 2020/21, 2021/22, 2022/23 и 2023/24. През сезон 2022/23 той е неразделна част от отбора, който печели историческия континентален требъл. Този требъл включва първата титла на Сити от Шампионската лига, като Родри вкарва единствения гол на финала, като е обявен за Играч на сезона в турнира.
Родри е испански национал и бивш младежки национал. Той дебютира за мъжкия национален отбор през 2018 г. и представлява страната си на Евро 2020, Световното първенство през 2022 г. и Евро 2024. Той печели Лигата на нациите на УЕФА през 2023 г., като е обявен за най-добър играч на финалния турнир и е неразделна част от победата на Испания на Евро 2024, където е избран за играч на турнира.
Родри печели няколко индивидуални награди, най-голямата от които Златната топка на „Франс Футбол“ за 2024 г. Той става вторият испански футболист, постигал това постижение след Луис Суарес през 1960 г. Родри е и първият футболист на Манчестър Сити, спечелил наградата.